# Ceylalictus rostratus
Ceylalictus rostratus är en biart som beskrevs av Pesenko 1996. Ceylalictus rostratus ingår i släktet Ceylalictus och familjen vägbin. Inga underarter finns listade i Catalogue of Life.